# Jorge Guillermo Borges
Jorge Guillermo Borges Haslam (Paraná, 24 de febrero de 1874-Buenos Aires, 14 de febrero de 1938) fue un escritor, abogado, traductor, maestro y anarquista filosófico spenceriano argentino de ascendencia uruguaya. Esposo de la traductora y socialité porteña Leonor Acevedo Suárez, fue padre del escritor argentino Jorge Luis Borges y de la ilustradora Norah Borges. Su única novela, El caudillo, fue publicada en 1921 y corregida por su hijo.

## Biografía
Nació el 24 de febrero de 1874, hijo del coronel Francisco Borges Lafinur (1835 - 1874) y Frances Ann "Fanny" Haslam (24 Dec 1842 - 20 Jun 1935), nativa inglesa, se mudó tempranamente a Buenos Aires, donde estudió la carrera de derecho junto a su amigo de toda la vida Macedonio Fernández, pero no la ejerció y se volcó en lugar de ello a la literatura y a la docencia.  
Fue autor de una novela (El Caudillo, publicada en Palma de Mallorca, 1921). También realizó la traducción al español de Belleza Negra o también conocida como Azabache en 1935, una de las obras literarias más famosas de la escritora Anna Sewell.
Jorge Guillermo Borges fue asimismo responsable de la formación y vocación literaria de su hijo Jorge Luis. 
En numerosas ocasiones, Jorge Luis Borges recuerda la biblioteca de Jorge Guillermo Borges, compuesta en su mayoría de libros ingleses, como el hecho capital de su vida, y afirma haber recibido de su padre las primeras enseñanzas literarias y filosóficas, especialmente la poesía y el anarquismo individualista de raíz liberal.

## Obra

### Novela
- El caudillo (1921)

### Traducción
- Una carta a García (1923, ensayo de Elbert Hubbard)
- Belleza negra (1935, novela de Anna Sewell)